# Polymère sensible au pH
Un polymère sensible au pH est un polymère ionique qui répond aux changements du pH du milieu environnant par la variation de ses dimensions. Ces polymères peuvent gonfler ou se contracter en fonction du pH de leur environnement. Ce comportement a lieu grâce à la présence de certains groupes fonctionnels dans la chaîne du polymère. Un polymère sensible au pH peut être anionique ou cationique répondant à des valeurs basiques ou acides de pH. Ces polymères peuvent être conçus avec de nombreuses architectures pour différentes applications. Les principales utilisations des polymères sensibles au pH sont la libération contrôlée des médicaments, les procédés de séparation et la fonctionnalisation des surfaces.

## Types

### Selon le type de charges
Les polymères sensibles au pH peuvent être divisés en deux catégories : les anioniques qui ont des groupes acides (tels que -COOH et -SO3H) et les cationiques qui ont des groupes basiques (-NH2). Le mécanisme de réponse est le même pour les deux, uniquement le stimulus change. Lorsque ces groupes fonctionnels sont ionisés à un certain pH, ils acquièrent une charge (+/-). La répulsions entre les charges induit le changement de la forme des polymères.

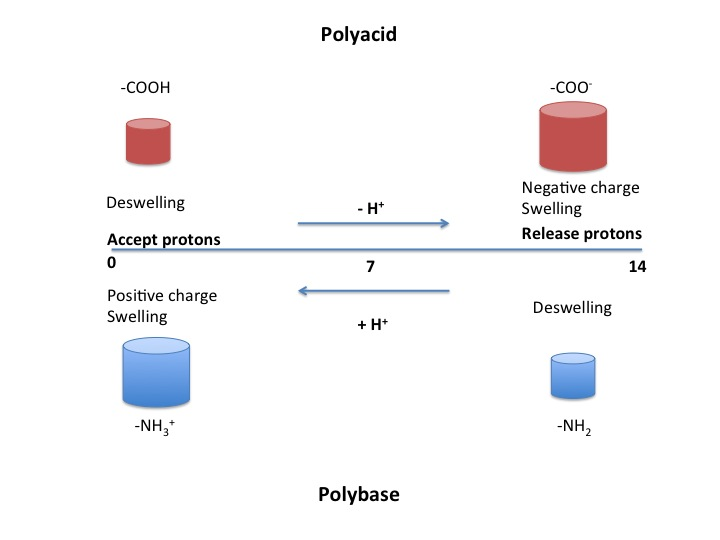
Schématisation du comportement des polymères anioniques (polyacides) et des polymères cationiques (polybases) sous différentes conditions de pH.

#### Polymères anioniques
Les polymères anioniques, sont des polymères qui ont des groupes acides. Des exemples de groupes fonctionnels acides comprennent les acides carboxyliques (-COOH), les acides sulfoniques (-SO3H), les acides phosphoniques et les acides boroniques. Les polymères anioniques acceptent les protons à de faibles valeurs de pH. À des valeurs de pH plus élevées, ils perdent leurs protons et deviennent chargés négativement. Les charges négatives créent une répulsion que induit le gonflement du polymère. Ce comportement de gonflement est observé lorsque le pH est supérieur à la pKa du polymère.

#### Polymères cationiques
Les polymères cationiques sont des polymères qui ont des groupes basiques. Ils acceptent les protons à pH faible comme les polymères anioniques mais deviennent chargés positivement. En revanche, à des pH plus élevés, ils sont neutres. Le gonflement est visible lorsque le pH est inférieur au pKa du polymère.

### Selon leur origine
Les polymères sensibles au pH peuvent être synthétiques, naturels ou artificiels. Les exemples des polymères naturels incluent le chitosane, l'acide hyaluronique et le dextrane. Le Chitosane, l'un des plus fréquemment utilisés, est cationique. L'ADN étant chargé négativement, il pourrait être rattaché au chitosane comme un moyen pour livrer des gènes dans les cellules. Les polymères naturels sont utilisés parce qu'ils affichent une bonne biocompatibilité, ce qui les rend utiles pour des applications biomédicales. Cependant, un inconvénient des polymères naturels, c'est que les chercheurs peuvent avoir plus de contrôle sur la structure des polymères synthétiques et peuvent donc concevoir ces polymères pour des applications spécifiques.

Structure chimique de l'acide hyaluronique

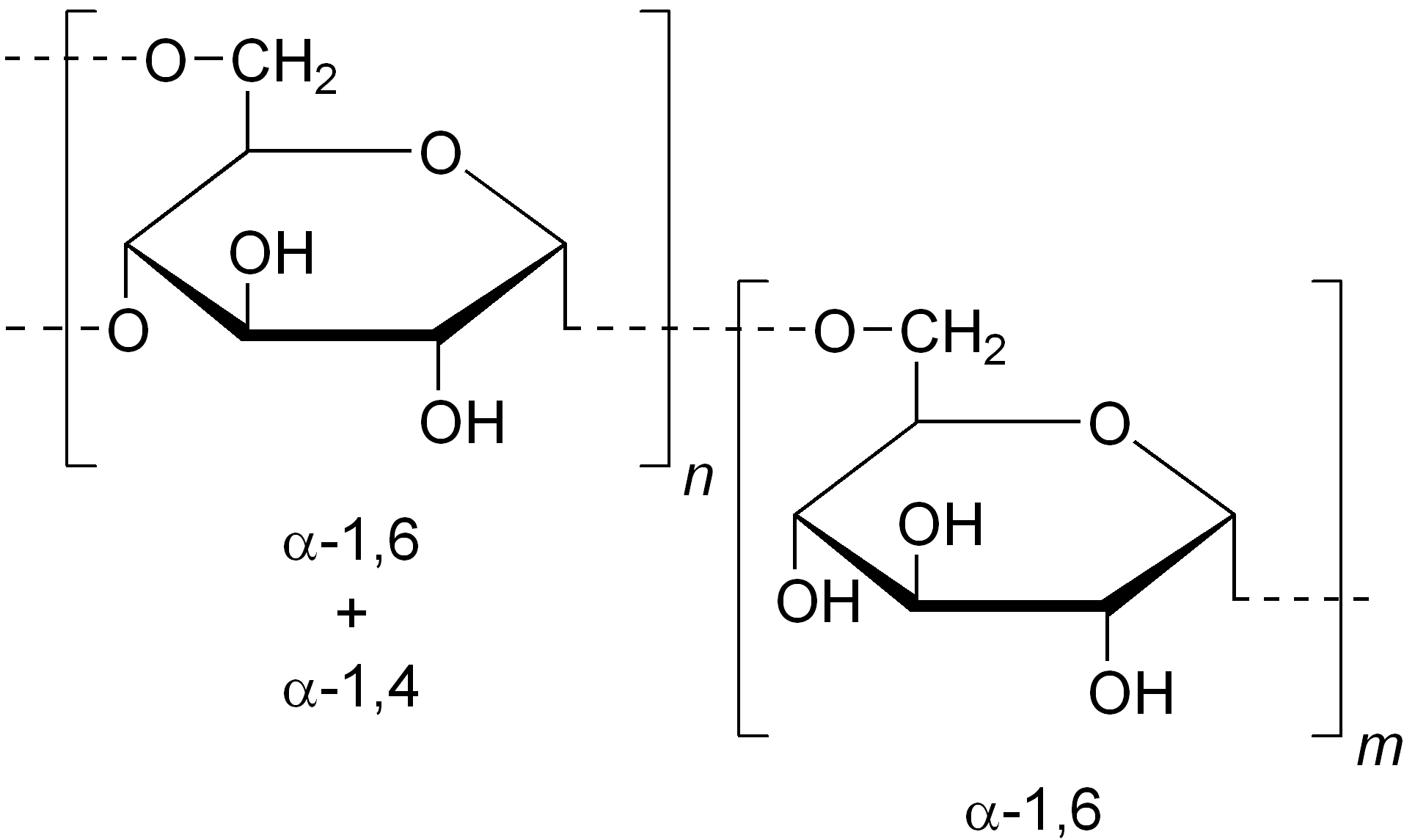
Structure chimique de dextrane

Structure chimique du chitosane

### Multi-stimuli polymères
Les polymères peuvent être conçus pour répondre à plus d'un stimulus externe, tels que le pH et la température. Souvent, ces polymères sont structurés comme un copolymère où chaque segment affiche un type de réponse.

## Architectures
Les polymères sensibles au pH ont été créés avec des copolymères à bloc et des polymères ramifiés en étoile, en brosse, en peigne ou dendrimères. Les polymères de différentes architectures vont s'auto-assembler selon différentes structures. Cet auto-assemblage peut se produire grâce à la nature du polymère et du solvant, ou grâce à un changement de pH. Par exemple, les copolymères à blocs et les polymères ramifiés forment des micelles. Cependant, ces polymères ramifiés peuvent aussi former des micelles sous forme de tige ou de ver plutôt que l'habituel forme sphérique. Les polymères à brosse sont généralement utilisés pour la modification des surfaces, car leur structure ne leur permet pas de former une structure grande comme une micelle.
L'architecture d'un polymère sensible au pH est importante, car elle peut affecter les applications pratiques de ce polymère. Par exemple, des chercheurs ont comparé des copolymères linéaires à des copolymères en étoile à quatre branches. Les copolymères avait la même composition, mais les chercheurs ont observé différents angles de contact (utilisés pour indiquer l'hydrophobicité d'une surface) et différents modes de livraison contrôlée de médicaments.

## Réponse à la variation de pH
Souvent, la réponse à différentes valeurs de pH est un gonflement ou une contraction. Par exemple, les polymères anioniques libèrent des protons pour devenir chargés négativement à pH élevé. Puisque les chaînes de polymères sont souvent à proximité d'autres parties de la même chaîne ou d'autres chaînes, les parties chargées identiquement se repoussent les unes les autres. Cette répulsion conduit à un gonflement du polymère.
Les polymères peuvent également former des micelles sphériques en réponse à un changement de pH. Ce comportement peut se produire avec des copolymères à blocs linéaires. Si les différents blocs du copolymère ont des propriétés différentes, ils peuvent former des micelles avec un type de bloc à l'intérieur et un autre type à l'extérieur. Par exemple, dans l'eau, les blocs hydrophobes d'un copolymère pourraient s'assembler à l'intérieur de la micelle et les blocs hydrophiles à l'extérieur. En outre, un changement de pH pourrait inverser cette situation.

Schéma d'une micelle montrant comment, en solution aqueuse, les parties hydrophiles des molécules seraient à l'extérieur et les parties hydrophobes seraient à l'intérieur de la sphère.

Des réponses autres que le simple gonflement ou la simple contraction avec un changement de pH sont également possibles. Les chercheurs ont créé des polymères qui subissent une transition sol-gel (passage d'une solution à un gel) avec un changement de pH, mais aussi un changement de la raideur de gel en passant par exemple d'un gel souple à un gel rigide pour certaines valeurs de pH.

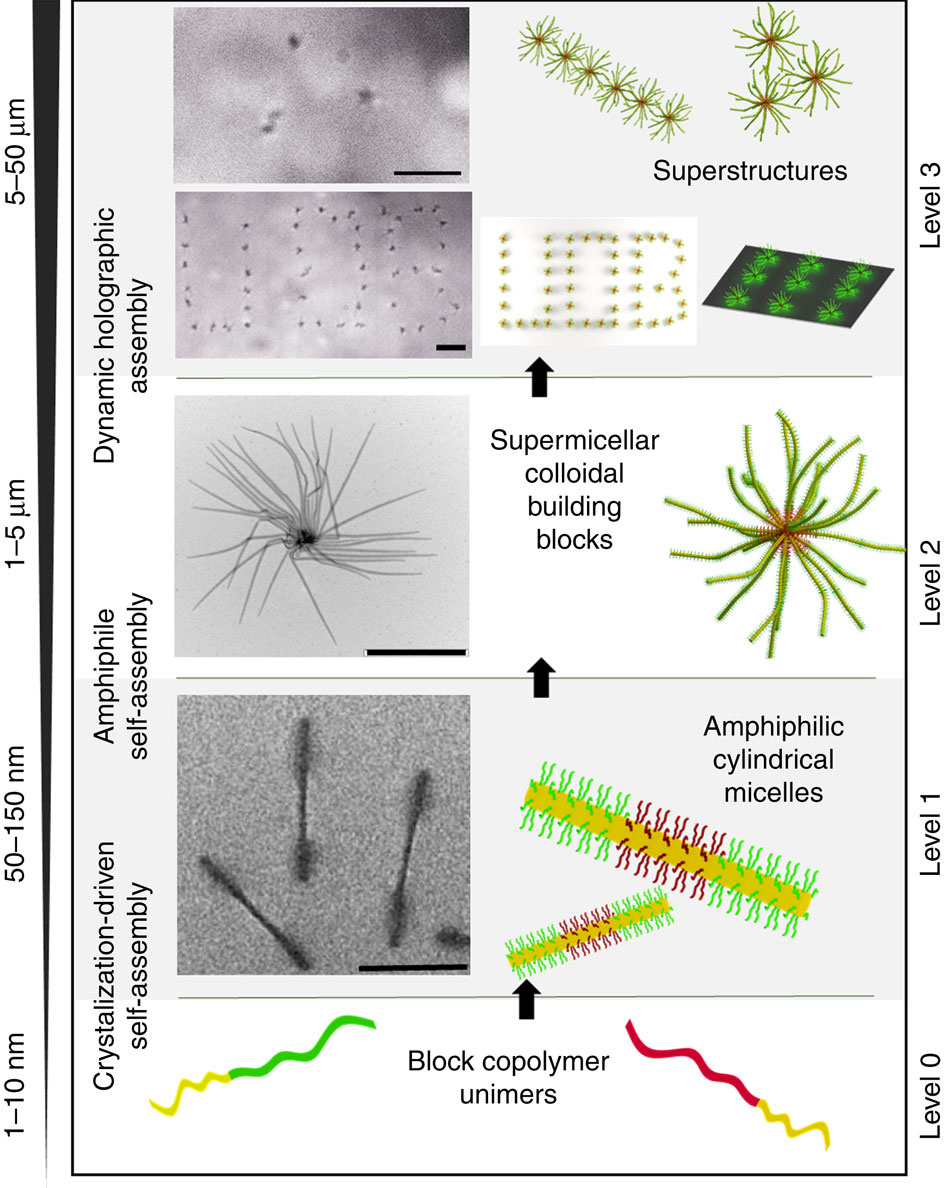
Les copolymères peuvent former des micelles qui peuvent ensuite s'assembler dans de plus grandes structures. Cette configuration peut être dépendante du pH.

## Synthèse
Les polymères sensibles au pH peuvent être synthétisés à l'aide de plusieurs méthodes de polymérisation. Les groupes fonctionnels peuvent avoir besoin d'être protégés de façon qu'ils ne réagissent pas. Le groupe protecteur peut être retiré après la polymérisation, afin que les groupes fonctionnels puissent retrouver leur sensibilité au pH. La polymérisation vivante est souvent utilisée pour la fabrication des polymères sensibles au pH parce que la distribution des masses moléculaires des polymères finaux peut être contrôlée. Les exemples incluent la polymérisation par transfert de groupes fonctionnels (GTP), la polymérisation radicalaire par transfert d'atomes (ATRP) et la polymérisation radicalaire contrôlée par transfert de chaîne réversible par addition-fragmentation (RAFT). Les copolymères greffés sont synthétisés parce qu'il est possible de modifier leurs propriétés en modifiant la composition de leurs ramifications pour atteindre des propriétés différentes. Les hydrogels peuvent être produits à l'aide de la polymérisation en émulsion.

## Caractérisation

### Angle de contact
Plusieurs méthodes peuvent être utilisées pour mesurer l'angle de contact d'une goutte d'eau sur la surface d'un polymère. La valeur de l'angle de contact est utilisée pour quantifier la mouillabilité ou l'hydrophobie du polymère.

### Degré de gonflement
Le degré de gonflement est égal à (la masse à l'état gonflé - la masse à l'état contracté) / la masse à l'état contracté * 100. Il est déterminé en pesant les polymères avant et après leur gonflement ou contraction. Cela indique combien le polymère peut gonfler à la suite d'un changement de pH.

### Point critique du pH
Le point critique correspond au pH pour lequel un changement structurel important dans la façon dont les molécules sont disposées est observé. Ce changement structurel n'implique pas la rupture de liaisons chimiques, mais plutôt un changement de conformation. Par exemple, une transition gonflement/contraction constituerait un changement réversible de conformation. La valeur du point critique du pH peut être déterminée par l'examen du degré de gonflement en fonction du pH. Les chercheurs visent à concevoir des molécules dont le point critique correspond à une application donnée.

### Changements de surface
La microscopie confocale, la microscopie électronique à balayage, la microscopie à force atomique et la spectroscopie Raman sont tous utilisées pour déterminer la façon dont la surface d'un polymère change en réponse au changement du pH.

## Applications

### Libération contrôlée des médicaments
Les polymères sensibles au pH ont fait l'objet de recherches poussées pour une utilisation dans l'administration de médicaments parce que les différentes parties du corps affichent différentes valeurs de pH. Par exemple, le sang se trouve à un pH de 7,4-7,5, tandis que le pH de l'estomac est de 1,0-3,0. L'objectif est de concevoir des polymères avec une sensibilité au pH qui leur permet de libérer un médicament au bon endroit. Par exemple, puisque les polymères anioniques sont neutres à des pH bas et sont chargés négativement à des pH plus élevés, ils ne gonfleront pas dans l'acide de l'estomac mais pourraient gonfler et libérer un médicament quand ils arrivent dans l'intestin.
Les hydrogels sont un type populaire de matériaux à base de polymère considéré pour la libération contrôlée des médicaments. Ils peuvent être fabriqués en différentes formes pour différents itinéraires de livraison dans le corps. En général, l'objectif est d'avoir la libération du médicament par exsudation quand l'hydrogel gonfle, mais la libération du médicament pourrait également se produire lors de sa contraction.
Enfin, même s'il est courant de considérer le comportement de gonflement/contraction comme la principale méthode de libération de médicaments, les médicaments peuvent également être libérés par rupture de liaisons chimiques. Si le médicament en question a été incorporé dans le polymère avec des liaisons chimiques qui ne doivent se briser que sous certaines conditions de pH, le médicament pourrait se libérer à l'emplacement désiré dans le corps.

### Livraison de gène
La livraison de gène repose sur l'acheminement des gènes vers le noyau d'une cellule. Généralement, ce processus se fait par endocytose. Cependant, les endosomes ont un pH de 5,5-6,5 qui pourrait endommager les gènes avant qu'ils n'atteignent le noyau. Les polymères sensibles au pH pourraient être utilisés pour percer la membrane de l'endosome, de sorte que les gènes arrivent intactes dans la cellule.

### Micromécanique
Les polymères sensibles au pH ont été utilisés dans plusieurs systèmes micromécaniques. Par exemple, les chercheurs ont conçu des microvannes à l'aide d'un hydrogel sensible au pH qui a agi comme l'actionneur de la vanne. Des solutions de différentes valeurs de pH sont introduites dans des canaux autour de la vanne, l'hydrogel gonfle et bloque ces canaux à la bonne valeur du pH. D'autres chercheurs ont utilisé un hydrogel pour dévier un cantilever. Ils ont fait un cantilever en silicium avec un polymère sur le dessus. Le polymère gonfle à la suite de la modification du pH de la solution environnante et oblige le cantilever à plier. La déflexion du cantilever pourrait être en corrélation avec le pH de la solution.

### Purification et séparation
Les polymères sensibles au pH ont été considérés pour être utilisés dans les membranes. Un changement de pH pourrait changer la capacité du polymère à laisser des ions la traverser ou pas. En outre, le comportement de gonflement/contraction qui change avec le pH pourrait permettre aux pores de la membrane d'ouvrir ou de fermer et de faciliter le passage de molécules à travers la membrane.

### Modification de surface
Les polymères sensibles au pH ont été utilisés pour modifier les surfaces des matériaux. Par exemple, ils peuvent être utilisés pour modifier la mouillabilité de la surface. Des chercheurs ont créé un film mince d'un polymère cationique. Ce polymère est chargé positivement et se gonfle en raison de la répulsion électrostatique à faible pH. À un pH élevé, il perd des protons et devient hydrophobe. L'angle de contact augmente.